# Isabelle Blanc
Isabelle Blanc (n. 25 iulie 1975, Nîmes, Franța) este o sportivă ce a reprezentat Franța, medaliată olimpică. A participat la o ediție a Jocurilor Olimpice (2002) în care a câștigat o medalie de aur.

## Participări
Lista de mai jos prezintă principalele competiții la care a participat Isabelle Blanc de-a lungul carierei.
- snowboarding at the 2002 Winter Olympics – women's parallel giant slalom[*]